# نادي تراكتور سازي
نادي تراكتور الثقافي الرياضي (بالفارسية: باشگاه فرهنگی ورزشی اقتصادی)  هو أحد أندية كرة القدم في تبريز، إيران. هذا الفریق يلقّب بالذئاب الحمراء ومحبوب عند أذريون.